# Озёрская ГЭС
Озёрская гидроэлектроста́нция — малая гидроэлектростанция на реке Анграпа у города Озёрска Калининградской области Российской Федерации. Собственник станции — ОАО «Янтарьэнерго».
ГЭС была построена в 1880 году на реке Анграпа. За последние 130 лет станция трижды закрывалась, что связано с тем, что на территории Восточной Пруссии велись боевые действия во время Первой и Второй мировых войн. Озёрская ГЭС является самой старой действующей электростанцией России. 
Современная станция построена по проекту института «Запводпроект». В 2000 году были запущены две одинаковые турбины Озёрской гидроэлектростанции, их общая мощность составляет 500 киловатт.
По состоянию на начало 2013 года установленная электрическая мощность ГЭС составляет 500 кВт или 0,05 % от суммарной установленной мощности электростанций Калининградской энергосистемы. Выработка в 2012 году — 1,7 млн кВт⋅ч.